# Сборная Фарерских островов по футболу (до 21 года)
Молодёжная сборная Фарерских островов по футболу представляет Фарерские острова на международных соревнованиях по футболу. В финальную стадию чемпионата Европы не выходила, однако в отборочном турнире к чемпионату 2011 прославилась неожиданной победой над российской сборной со счётом 1:0.

## История
Молодёжная сборная появилась позже юношеской сборной (только в 2006 году). Для создания переходного этапа между игроками до 19 лет и старшей сборной появилась команда не старше 21 года. С момента появления фарерская футбольная дружина была теперь представлена во всех возрастных категориях (до 15, до 17, до 19 и до 21 года соответственно). Первую победу фарерцы одержали сенсационно над Азербайджаном со счётом 1:0 в Тофтире (встреча проходила в рамках отборочного турнира на Евро-2009), а в ответной игре разошлись миром. Итого фарерцы опередили азербайджанцев на одно очко и заняли пятое место.
Вторая сенсация грянула 6 июня 2009 года. Российская сборная, приехавшая на Фареры после тренировочных игр с московским «Динамо», сенсационно проиграла 1:0. Единственный гол уже на первой (!) минуте забил Йохан Симун Эдмундссон, который является лучшим бомбардиром сборной (3 мяча). Впоследствии фарерцы могли не раз увеличить преимущество, а все атаки сборной России были отбиты благодаря удачной оборонительной тактике. В ответной встрече россияне выиграли 2:0, но именно эта осечка не позволила им догнать Румынию и продолжить борьбу за место на ЕВРО-2011. Крупнейшая победа в активе фарерцев была достигнута 11 августа 2010 года, когда со счётом 3:1 была побеждена Андорра.